# Dahshur
Dahshur (en árabe: دهشور‎) es una población egipcia situada unos 40 kilómetros al sur de El Cairo, esencialmente conocida por poseer una amplia necrópolis real, localizada en una zona del desierto de la ribera occidental del río Nilo y varias pirámides, dos de ellas de las más antiguas, grandes y mejor preservadas en Egipto.

## Restos arqueológicos
La Pirámide acodada y la Pirámide roja se construyeron durante el reinado de faraón del Imperio Antiguo Seneferu, el padre de Jufu. La original forma de la Pirámide Acodada es extraordinaria y representa una forma piramidal de transición, mientras que la Pirámide Roja es la primera pirámide "clásica" o de caras triangulares del mundo.
Dahshur fue la necrópolis real de Egipto durante el reinado de Amenemhat II, rey de la dinastía XII. La pirámide de Amenemhat II está algo deteriorada, pero en sus proximidades se encontraron varias tumbas no expoliadas de damas reales, conteniendo todavía muchas joyas. 
La pirámide de Sesostris III formaba parte de un inmenso complejo con varias pirámides más pequeñas para damas reales y un templo, al sur de la pirámide. En una tumba, junto al callejón de la pirámide, fueron encontrados los tesoros de las "hijas de rey". 
La Pirámide Negra data de la época del reinado del posterior faraón, Amenemhat III, y aunque en un estado sumamente deteriorado es todavía el monumento más imponente de la zona después de las dos pirámides de Seneferu. El brillante piramidión hecho de granito que coronaba la Pirámide Negra está expuesto en la sala principal del Museo de El Cairo. 
Junto a la pirámide fue encontrada la tumba, en parte expoliada, del rey Hor, de la dinastía XIII, y adyacente el enterramiento de su posible hija Nubhetepti-Jered. Hay otras pirámides de la decimotercera dinastía en Dahshur, pero solo ha sido excavada la de Ameny Qemau. 
En los alrededores de todas pirámides de Dahshur se han encontrado extensos cementerios de los funcionarios del Imperio Antiguo e Imperio Medio.

## Patrimonio de la Humanidad
En 1979, el conjunto de Menfis con sus necrópolis y campos de pirámides (Guiza, Abusir, Saqqara y Dahshur) fue declarado Patrimonio de la Humanidad por la Unesco, con el nombre de Menfis y su necrópolis - Zonas de las pirámides desde Guiza hasta Dahshur. Está catalogada de tipo cultural, (criterios i, iii, vi) con n.° de identificación 86 .

## Galería

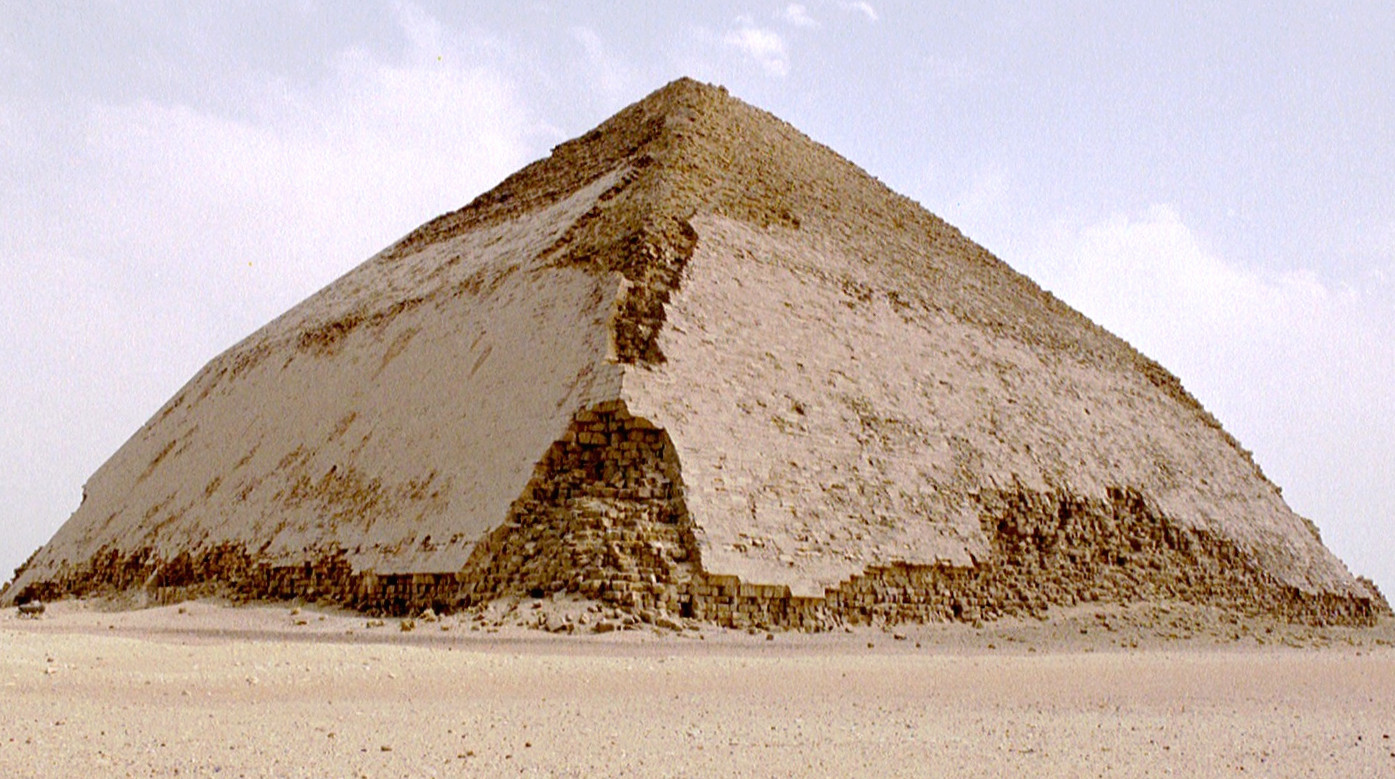
Pirámide Acodada de Seneferu.
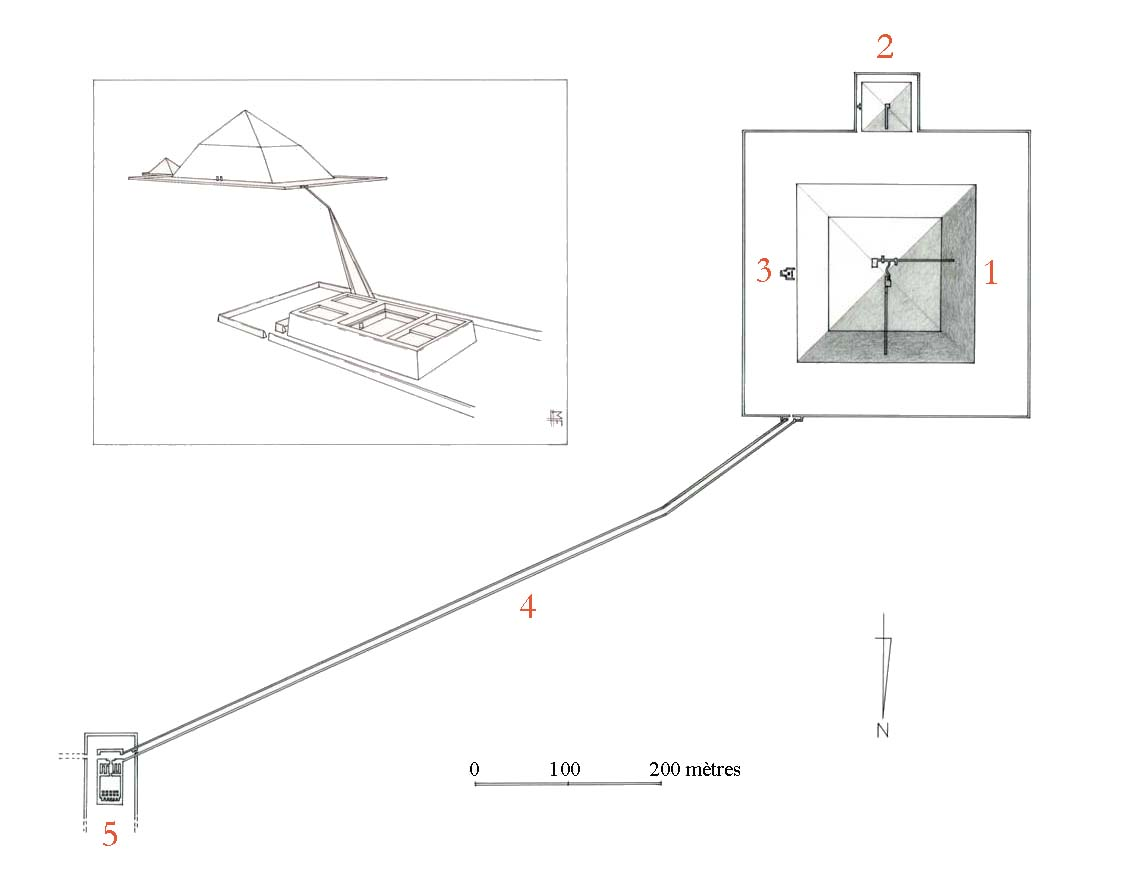
Pirámide Acodada de Seneferu.
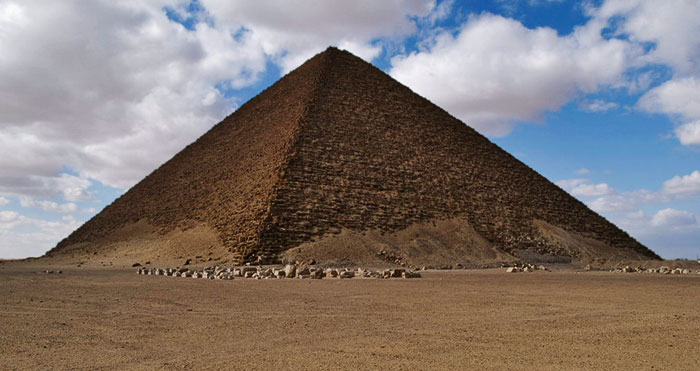
Pirámide Roja de Seneferu.
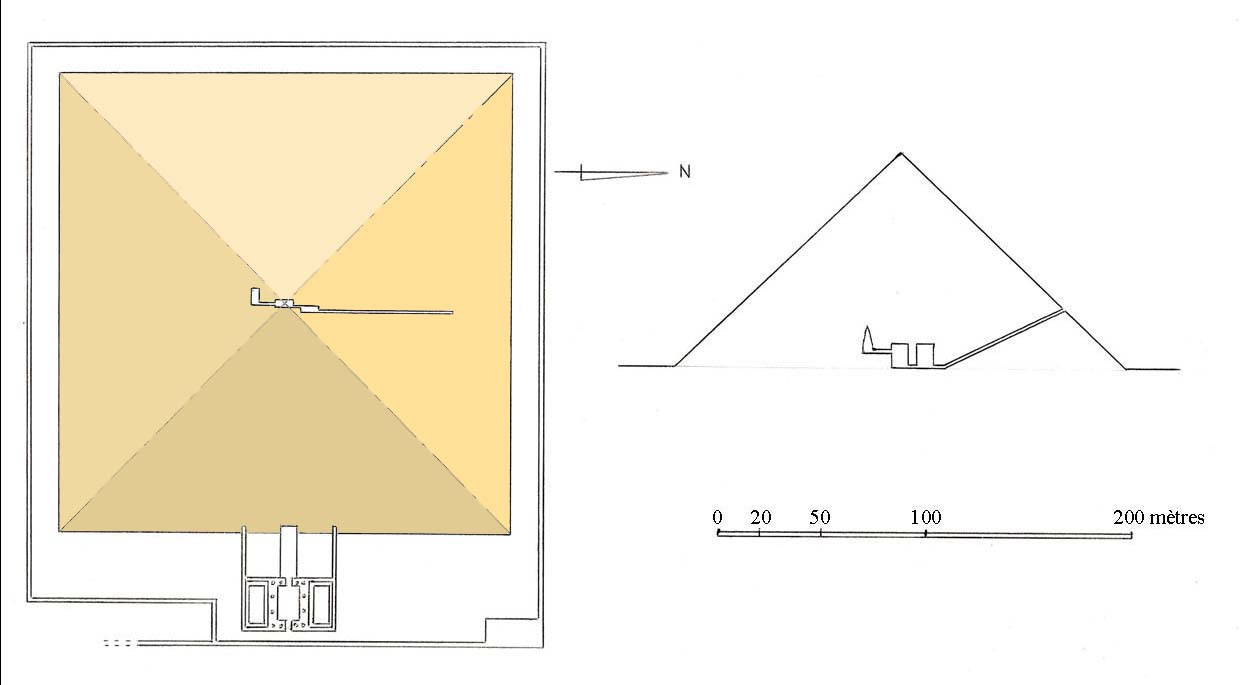
Pirámide Roja de Seneferu.
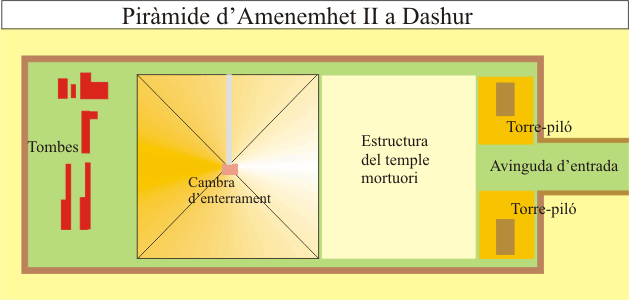
Pirámide de Amenemhat II.
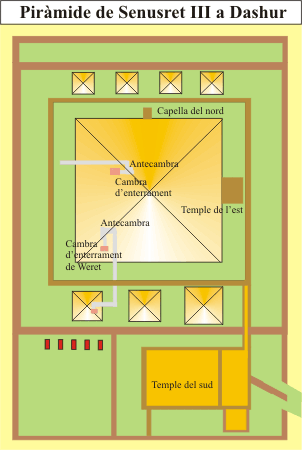
Pirámide de Sesostris III.
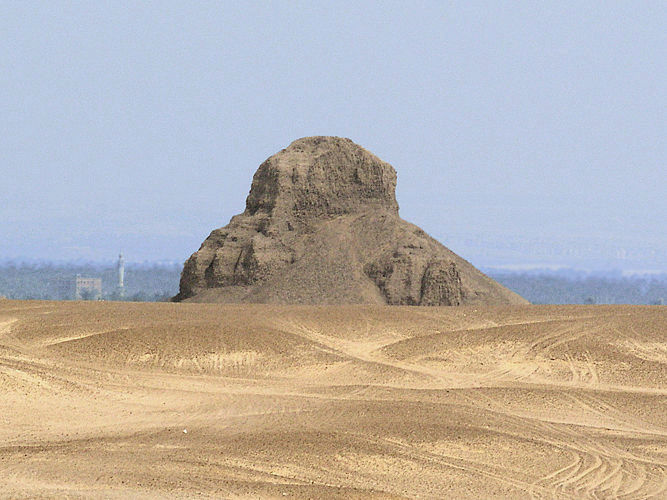
Pirámide Negra de Amenemhat III.
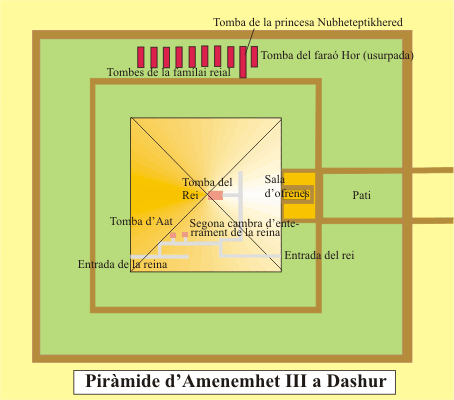
Pirámide Negra de Amenemhat III.